# Stains-all
Stains-all – nazwa zwyczajowa barwnika służącego do wizualizacji kwasów nukleinowych i białek po procesie elektroforezy żelowej (PAGE).
Kolory po wybarwieniu
- RNA – niebiesko-fioletowy
- DNA – niebieski
- białka – czerwony